# Cerro Pariani
Der Cerro Pariani (auch: Sacasani oder Saxani) ist ein 5077 m hoher inaktiver Stratovulkan im Departamento Oruro im westlichen Bolivien. Er liegt direkt am Rande des Salzsees Salar de Coipasa im Gebirge Cordillera Occidental in den zentralen Anden.
Der Cerro Pariani liegt zwischen dem westlich anschließenden Vulkan Tata Sabaya (5385 m) und dem nördlich anschließenden Cerro Pumari (4787 m) im Municipio Sabaya in der Provinz Sabaya, fünfzehn Kilometer südwestlich der Ortschaft Sabaya.